# Fridtjof Røinås
Fridtjof Røinås, né le 2 août 1994 à Grimstad, est un coureur cycliste norvégien des années 2010.

## Biographie
Il met un terme à sa carrière cycliste à l'issue de la saison 2020. 

## Palmarès
- 2012
  -  Champion de Norvège sur route juniors
  -  Champion de Norvège du critérium juniors
  - 3e du championnat de Norvège du contre-la-montre par équipes juniors
- 2015
  - 3e étape du Tour de Bohême de l'Est
- 2016
  - 3e étape du Tour du Loir-et-Cher
- 2018
  - 2e du Grote Prijs Dr. Eugeen Roggeman

## Classements mondiaux
| Année                                 | 2013 | 2014 | 2015 | 2016  | 2017  | 2018  | 2019  | 2020 |
| ------------------------------------- | ---- | ---- | ---- | ----- | ----- | ----- | ----- | ---- |
| Classement mondial                    |      |      |      | 1442e | 2685e | 1500e | 2820e | 833e |
| UCI Europe Tour                       | 712e | nc   | 783e | 969e  | 1796e | 955e  | 1753e | 667e |
|                                       |      |      |      |       |       |       |       |      |
| Légende : nc = non classéSource : UCI |      |      |      |       |       |       |       |      |